# Giuseppina Bakhita
Giuseppina Bakhita (Olgossa, 1869 – Schio, 8 febbraio 1947) è stata una religiosa sudanese naturalizzata italiana, appartenente alla Congregazione delle Figlie della Carità; è stata proclamata santa il 1º ottobre 2000 da papa Giovanni Paolo II.

## Biografia
Nacque intorno al 1869 ad Olgossa, un piccolo villaggio del Sudan occidentale (regione del Darfur, all'epoca parte dell'omonimo sultanato). All'età di sette anni, fu rapita da mercanti arabi di schiavi. Per il trauma subito, dimenticò il proprio nome e quello dei propri familiari: i suoi rapitori la chiamarono Bakhita, che in arabo significa "fortunata". Venduta più volte dai mercanti di schiavi sui mercati di El Obeid e di Khartum, conobbe le umiliazioni, le sofferenze fisiche e morali della schiavitù. In particolare, subì un tatuaggio cruento mentre era a servizio di un generale turco: le furono disegnati più di un centinaio di segni sul petto, sul ventre e sul braccio destro, incisi poi con un rasoio e successivamente coperti di sale per creare delle cicatrici permanenti.
Nella capitale sudanese venne infine comprata dal console italiano residente in quella città, Callisto Legnani, con il proposito di renderle la libertà: questo diplomatico già in precedenza aveva comprato bambini schiavi per restituirli alle loro famiglie. Nel caso di Bakhita ciò non fu possibile per la distanza del villaggio di origine dalla capitale e per il vuoto di memoria della bambina riguardo ai nomi del proprio villaggio e dei propri familiari. Nella casa del console Bakhita visse serenamente per due anni lavorando con gli altri domestici senza essere più considerata una schiava.
Quando nel 1884 il diplomatico italiano dovette fuggire dalla capitale in seguito alla Guerra Mahdista, Bakhita lo implorò di non abbandonarla. Insieme ad un amico del signor Legnani, Augusto Michieli, raggiunsero prima il porto di Suakin sul Mar Rosso, dove appresero della caduta di Khartum, e dopo un mese si imbarcarono alla volta di Genova.
In Italia Augusto Michieli con la moglie presero con loro Bakhita come bambinaia della figlia Mimmina e la portarono nella loro casa a Zianigo (frazione di Mirano). Dopo tre anni i coniugi Michieli si trasferirono in Africa a Suakin dove possedevano un albergo e lasciarono temporaneamente la figlia e Bakhita in affidamento presso l'Istituto dei Catecumeni in Venezia gestito dalle Figlie della Carità (Canossiane). Bakhita venne ospitata gratuitamente come catecumena e cominciò a ricevere così un'istruzione religiosa.
Quando la signora Michieli ritornò dall'Africa per riprendersi la figlia e Bakhita, quest'ultima, con molto coraggio e decisione, manifestò la sua intenzione di rimanere in Italia con le suore Canossiane. La signora Michieli fece intervenire il Procuratore del Re, venne coinvolto anche il cardinale patriarca di Venezia Domenico Agostini, i quali insieme fecero presente alla signora che in Italia non erano riconosciute le leggi di schiavitù: il 29 novembre 1889 Bakhita fu dichiarata legalmente libera.
Nel convento delle Canossiane dove rimase, il 9 gennaio 1890 Bakhita ricevette i sacramenti dell'iniziazione cristiana e con i nomi Giuseppina Margherita Fortunata. Il 7 dicembre 1893 entrò nel noviziato dello stesso istituto e l'8 dicembre 1896 pronunciò i primi voti religiosi.

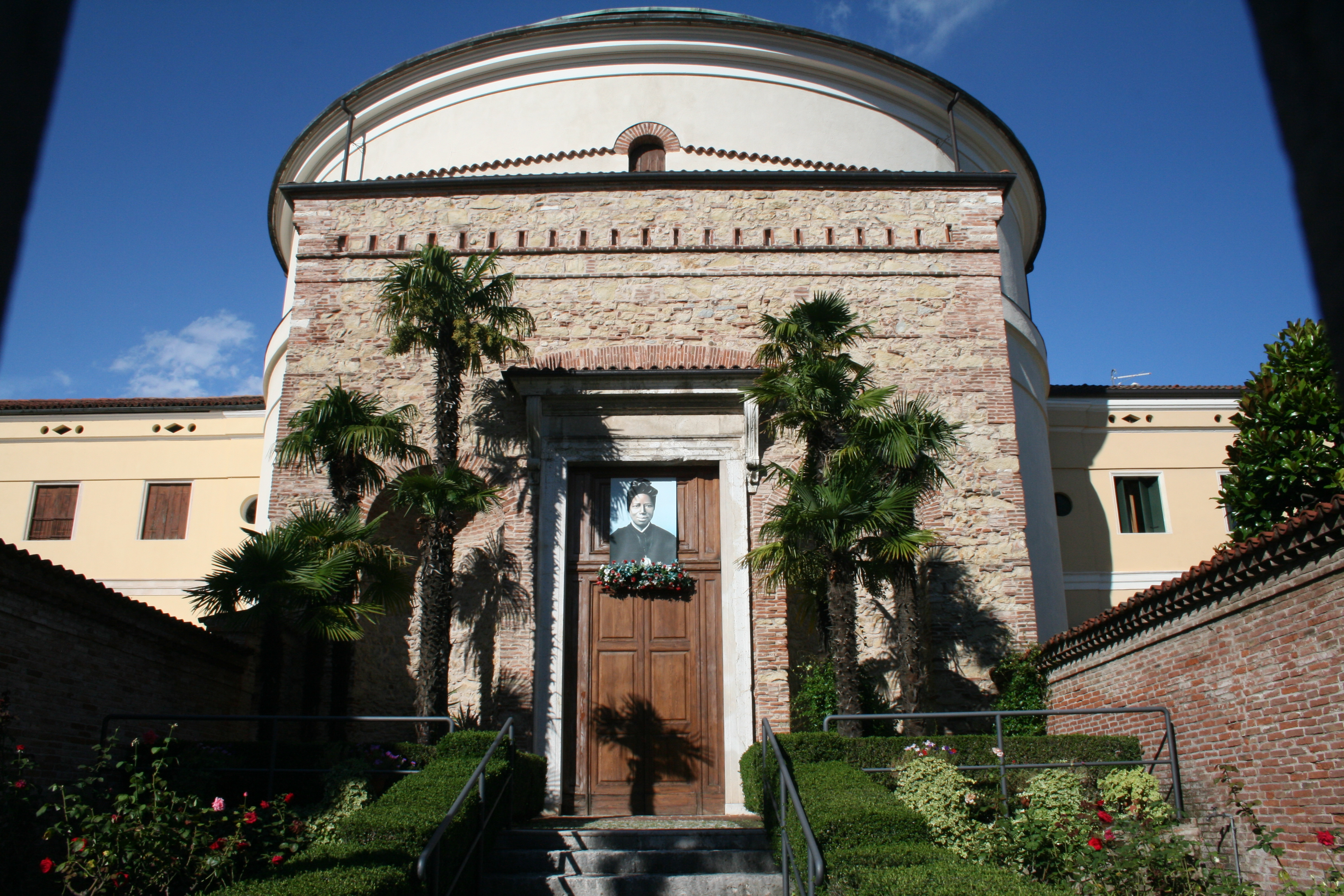
La chiesa del convento delle canossiane di Schio, dove Bakhita visse per gran parte della sua vita.

Nel 1902 fu trasferita in un convento dell'ordine a Schio dove trascorse il resto della propria vita. Qui lavorò come cuciniera, sagrestana, aiuto infermiera nel corso della prima guerra mondiale quando parte del convento venne adibito ad ospedale militare. A partire dal 1922 le venne assegnato l'incarico di portinaia, servizio che la metteva in contatto con la popolazione locale che prese ad amare questa insolita suora di colore per i suoi modi gentili, la voce calma, il volto sempre sorridente: venne così ribattezzata dagli scledensi (cioè dagli abitanti di Schio) "Madre Moréta".
Il suo personale carisma e la sua fama di santità vennero notati dai suoi superiori, che a più riprese le chiesero di dettare le sue memorie.
Il primo racconto venne dettato a suor Teresa Fabris nel 1910, che produsse un manoscritto di 31 pagine in italiano (si noti che Bakhita parlava esclusivamente in veneto). Nel 1929, su invito della famiglia dell'amministratore dei coniugi Michieli, Illuminato Checchini, persona a cui lei era particolarmente legata e riconoscente, si racconta ad un'altra consorella, suor Mariannina Turco; questo secondo manoscritto è andato perduto, probabilmente distrutto dalla stessa Bakhita.
Su richiesta della superiora generale dell'ordine, tra il 4 e il 6 novembre 1930 venne intervistata a Venezia da Ida Zanolini, laica canossiana e maestra elementare, la quale nel 1931 pubblicò il libro Storia Meravigliosa che venne ristampato 4 volte nel giro di sei anni.
Bakhita divenne così famosa in tutta Italia e molte persone, comitive e scolaresche andavano a Schio per vederla. Dal 1933, assieme ad una suora missionaria di ritorno dalla Cina, suor Leopolda Benetti, iniziò a girare l'Italia per tenere conferenze di propaganda missionaria. Timida di natura e capace di parlare solo in lingua veneta, Bakhita si limitava a dire poche parole alla fine degli incontri, ma la sua presenza attirava l'interesse e la curiosità di migliaia di persone.
L'11 dicembre 1936, Bakhita, con un gruppo di missionarie in partenza per Addis Abeba, venne ricevuta da Benito Mussolini in Palazzo Venezia a Roma.
Tra il 1937 e il 1939 Bakhita visse nel noviziato missionario di Vimercate come portinaia.
Dal 1939 cominciò ad avere seri problemi di salute e non si allontanò più da Schio. Morì l'8 febbraio 1947 dopo una lunga e dolorosa malattia.
La salma venne inizialmente sepolta nella tomba di una famiglia scledense, i Gasparella, probabilmente in vista di una successiva traslazione nel Tempio della Sacra Famiglia del convento delle Canossiane di Schio, traslazione poi avvenuta nel 1969.
Il Consiglio comunale di Schio il 28 novembre 2017 ha conferito alla santa la cittadinanza onoraria.

## Il processo di canonizzazione
Il processo di canonizzazione iniziò nel 1959, a soli 12 anni dalla morte.
Il 1º dicembre 1978 papa Giovanni Paolo II firmò il decreto dell'eroicità delle virtù della serva di Dio Giuseppina Bakhita. Durante lo stesso pontificato, Giuseppina Bakhita fu beatificata il 17 maggio 1992 e canonizzata il 1º ottobre 2000.
La memoria liturgica si celebra il giorno 8 febbraio.

### Il miracolo per la canonizzazione
Ai fini della canonizzazione, la Chiesa cattolica ritiene necessario un secondo miracolo, dopo quello richiesto per la beatificazione: nel caso di Giuseppina Bakhita, ha ritenuto miracolosa la guarigione di Eva da Costa Onishi, guarita nel 1992 da ulcerazioni infette agli arti inferiori, causate da diabete e ipertensione.
Eva da Costa, nata il 1º gennaio 1931 a Iguape (Brasile), nel 1950 si era sposata con Yoziro Onishi, di origine giapponese, dal quale aveva avuto quattro figli, separandosi successivamente.
Stabilitasi con il figlio minore nei quartieri poveri di Santos, dal 1976 era diventata diabetica. Nel 1980 erano apparse profonde piaghe infette alle gambe, diagnosticate come ulcerazioni infette in soggetto con diabete mellito, ipertensione e insufficienza cronica del circolo venoso. Le precarie condizioni economiche non le consentivano di curarsi adeguatamente, e si prospettava l'amputazione.
Nel 1992, anno della beatificazione di Giuseppina Bakhita, partecipando il 27 maggio a una riunione delle "Donne Anziane" nella cattedrale di Santos, invocò l'aiuto della beata Bakhita. Tornata a casa, si accorse che le piaghe, una delle quali arrivava all'osso, erano improvvisamente scomparse e la pelle si era rinnovata.
Il caso, dopo il processo diocesano, fu sottoposto alla Congregazione delle cause dei santi che, il 21 dicembre 1998, promulgò il decreto sul miracolo, dichiarando l'inspiegabilità della guarigione, rapida, completa e duratura.
Il 1º ottobre 2000 Eva da Costa partecipò, in piazza San Pietro, alla cerimonia di canonizzazione della beata Giuseppina Bakhita.

## Frasi ed espressioni
Bakhita si esprimeva in lingua veneta e alcune sue frasi ed espressioni sono diventate famose.
Parlava di Dio come el Parón: «queło che vołe el Parón», «quanto bon che xé el Parón», «come se fa a no vołerghe ben al Parón» (quello che vuole il Signore, quanto buono è il Signore, come si fa a non voler bene al Signore).
Di se stessa: «Mi son on povero gnoco, come i gha fato a tegnerme in convento?» (Non valgo niente, come hanno fatto a tenermi in convento?).
Quando la gente la compiangeva per la sua storia: «Poareta mi? Mi no son poareta perché son del Parón e neła so casa: quei che non xé del Parón i xé poareti» (Povera io? Io non sono povera perché sono del Signore e nella sua casa: quelli che non sono del Signore sono i veri poveri).
Soffrì parecchio nel subire la curiosità della gente e l'acquisita notorietà: «Tuti i vołe védarme: son propio na bestia rara!» (Tutti vogliono vedermi: sono proprio una bestia rara!).

### Santa Giuseppina Bakhita e papa Benedetto XVI
(Papa Benedetto XVI. Lettera enciclica Spe salvi. La fede è speranza, punto 3, pag. 8. 30 novembre 2007.)
Santa Giuseppina Bakhita viene ricordata da papa Benedetto XVI nell'Enciclica Spe salvi nel terzo punto a pagina 6. Il Pontefice racconta nell'importante documento la sua vita ricordandola come esempio di speranza cristiana.

## Film
Alla vita della santa è liberamente ispirata la miniserie Bakhita - La santa africana del 2009 per la regia di Giacomo Campiotti.

## Letteratura
Il romanzo Bakhita, di Véronique Olmi, guadagnó il premio FNAC nel 2017 e fu inclusa nell'elenco finalista del Premio Goncourt nello stesso anno.